# André Scheffel
André Scheffel ist ein deutscher Mikrobiologe.

## Leben
Er erwarb 2003 das Diplom in Biotechnologie an der TU Berlin und in Bremen 2007 die Promotion zum Doktor der Naturwissenschaften. Ab 2021 war er W2-Professor (Heisenberg) „Zell- und Molekularbiologie von Mikroalgen“ an der TU Dresden. Seit 2023 ist er Universitätsprofessor im Fach „Aquatische Mikrobiologie“ an der Universität Greifswald.

## Schriften (Auswahl)
- Molekulare und strukturelle Untersuchungen zur Bildung von Magnetosomen und zur Assemblierung von Magnetosomenketten in Magnetospirillum gryphiswaldense. 2007.